# Cal Pla (Cunit)
Cal Pla és un edifici típicament modernista situat al municipi de Cunit a la comarca del Baix Penedès. L'edifici està declarat bé cultural d'interès local i s'hi poden contemplar elements artístics dignes d'admirar, com la galeria d'arcs de mig punt o les baranes esculpides de pedra. Els jardins i la gran avinguda d'arbres que magnifica l'entrada principal, foren dissenyats per l'arquitecte francès Jean-Claude Nicolas Forestier.

## Descripció
Està situat a la carretera que va de Cunit a l'Arboç. L'edifici és precedit per un camí vorejat d'arbres que mena a una escalinata mitjançant la qual s'accedeix a un petit jardí de gespa tancat per una balustrada de pedra. Tota la banda esquerra del camí té uns grans jardins. L'habitatge consta de tres plantes. Els baixos tenen una porta d'arc rebaixat a la dreta i tres grans finestres rectangulars a l'esquerra. El pis noble té una gran balconada de tres portes amb llinda, trencaaigües i barana de pedra amb dibuixos circulars, i una tribuna semicircular a la banda esquerra. Les golfes presenten una sèrie de finestres de mig punt que tenen una base que recorre tota la façana i és sostinguda per cartel·les. A la banda dreta destaca una torre vuitavada de tres plantes separades per cornises. El tercer pis té una barana de pedra amb dibuixos circulars i al centre una torreta feta de vidre i rematada per una agulla coronada per un penell que consta d'un petit vaixell.
La casa dels masovers és adossada a l'esquerra de l'habitatge dels amos. Al centre presenta una estructura de forma corba i amb un pinacle al centre. La banda dreta té dues plantes. Els baixos presenten dues portes d'arc mixtilini i una rosassa al mig. El pis noble té tres finestres rectangulars. La coberta, al sobresortir una mica, és sostinguda per mènsules. La banda esquerra i l'estructura central corba tenen tan sols un pis que consta d'una porta amb llinda i una finestra quadrada a cada banda. A sobre hi ha un terrat que presenta una barana de pedra amb dibuixos circulars.

## El mas en imatges
| Codi | Període   | Descripció | Galeria               |  |
| ---- | --------- | ---------- | --------------------- |  |
|      | 1900-2000 |            |                       |  |
|      | 2000-2020 |            | Façana principal 2012 |  |

## Història
Va ser habitada per la família Ferrer-Benítez fins a la mort de Roser Ferrer Benitez. El 1920 va passar a mans d'un capità de vaixell d'origen mallorquí, el Sr. Garcia. Aquest modificà i engrandí la masia, i hi construí els jardins donant-li el caire actual 1936-1938. Més tard, cap a l'any 1941, el propietari la va apostar en una timba de cartes i la casa fou comprada de nou per la família Ferrer.
La part oposada a la façana que dona la benvinguda als convidats va ser cremada en l'incendi que es va declarar a Cunit l'any 2005.